# Bańska Bystrzyca

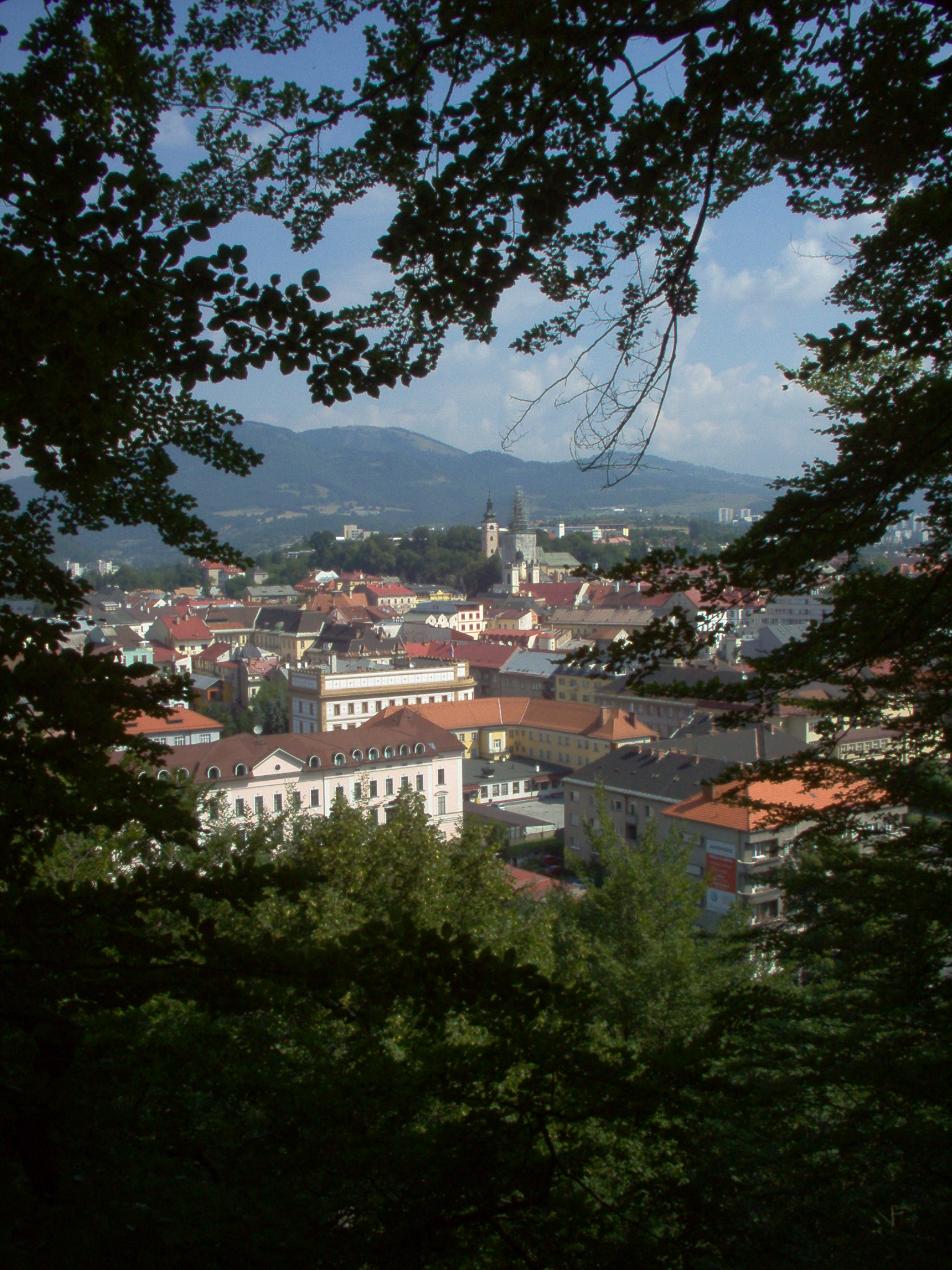
Widok ze szczytu Urpín

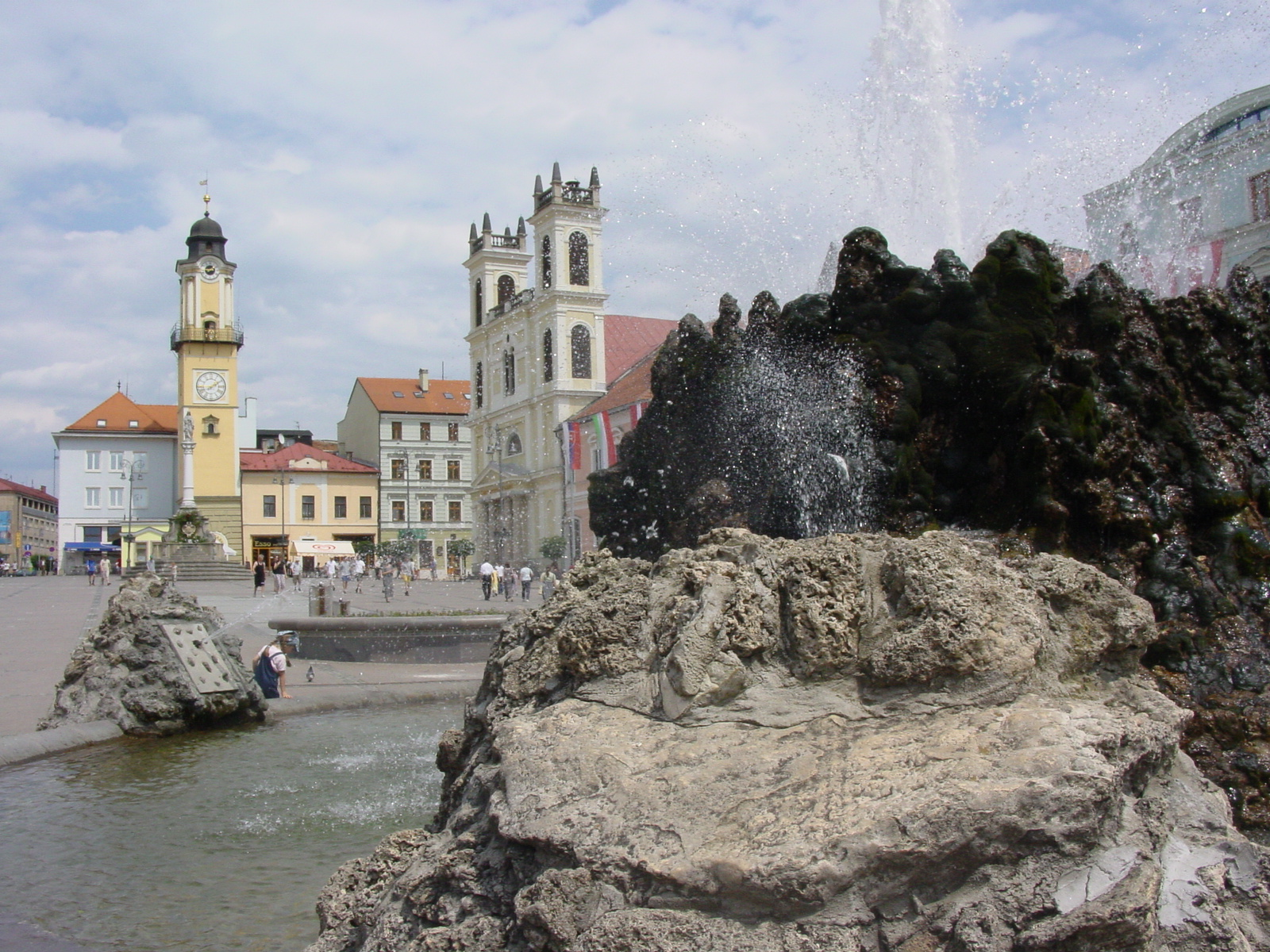
Rynek

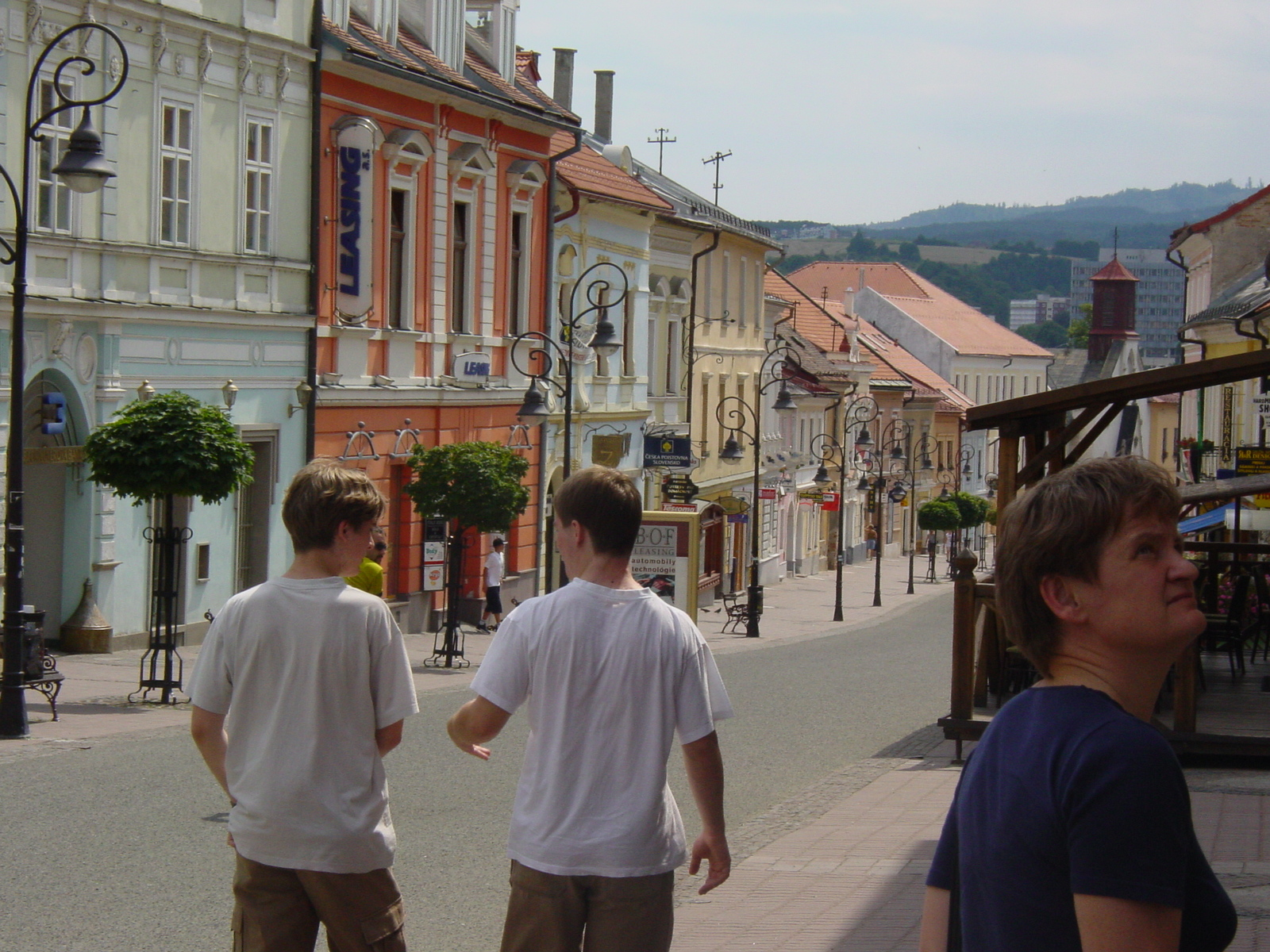
Ulica na starym mieście

Bańska Bystrzyca (słow. Banská Bystrica, węg. Besztercebánya, niem. Neusohl, łac. Neosolium) – miasto w środkowej Słowacji, w tradycyjnym regionie Horehronie. Pod koniec 2019 roku, z liczbą mieszkańców wynoszącą około 78 tys., Bańska Bystrzyca zajmowała piąte miejsce wśród najludniejszych słowackich miast. Ośrodek administracyjny kraju bańskobystrzyckiego i powiatu Bańska Bystrzyca.

## Położenie
Bańska Bystrzyca leży na wysokości 350 m n.p.m. nad górnym Hronem, w Kotlinie Bańskobystrzyckiej, otoczona przez Góry Kremnickie od zachodu, Wielką Fatrę i Starohorskie Wierchy od północy oraz Góry Bystrzyckie od południowego wschodu. Powierzchnia miasta wynosi 103,376 km².

## Podział administracyjny
Miasto dzieli się na dzielnice:
1. Banská Bystrica,
2. Fončorda (węg. Foncsorda),
3. Iliaš (węg. Illésfalva), przyłączona w 1966,
4. Jakub (niem. Sankt Jakob, węg. Szentjakabfalva), przyłączona w 1960,
5. Kostiviarska (niem. Kostführersdorf, węg. Kisélesd), przyłączona w 1971,
6. Kráľová (niem. Königsdorf, węg. Garamkirályfalva), przyłączona w 1966,
7. Kremnička (węg. Keremcse),
8. Kynceľová (węg. Göncölfalva),
9. Majer (niem. Mayersdorf, węg. Majorfalva), przyłączona w 1966,
10. Podlavice (niem. Podlawitz, węg. Pallós), przyłączona w 1966,
11. Radvaň (niem. Burgstädtl/Radwan, węg. Radvány), przyłączona w 1966,
12. Rakytovce (niem. Hansdorf?, węg. Rakolc),
13. Rudlová (niem. Rudolphsdorf, węg. Rudló), przyłączona w 1966,
14. Sásová (niem. Sachsendorf, węg. Zólyomszászfalu), przyłączona w 1966,
15. Senica (niem. Senitz, węg. Szénás),
16. Skubín (węg. Szakbény), przyłączona w 1966,
17. Šalková (niem. Schalksdorf, węg. Garamsálfalva),
18. Uľanka (niem. Ulmannsdorf, węg. Olmányfalva), przyłączona w 1979.

## Historia
Osadnictwo w okolicach Bańskiej Bystrzycy datuje się jeszcze z epoki kamienia i trwa w epoce brązu oraz w czasach celtyckich. Początki dziejów miasta związane są z obfitymi niegdyś złożami surowców mineralnych, występujących w okolicy: złota, srebra, rudy żelaza, a przede wszystkim miedzi. Na stanowisku archeologicznym Špania Dolina znaleziono narzędzia górnicze z XX–XVII wieku p.n.e.
Pierwsza osada na terenie, zajmowanym przez dzisiejszą Bańską Bystrzycę, została założona przez Słowian – prawdopodobnie przez przodków dzisiejszych Słowaków – w XII w. Już wtedy ściągali do niej liczni niemieccy górnicy i rzemieślnicy. Po niszczycielskim najeździe tatarskim z 1241 r. król Węgier Bela IV już w następnych latach osobiście zapraszał do częściowo wyludnionych osad nowych przybyszów z krajów niemieckojęzycznych. To na ich prośbę Bela IV nadał osadzie w 1255 r. prawa miejskie. Chociaż zachował się dokument, którym król nadaje miastu liczne przywileje, spisany ręką nadwornego wicekanclerza, magistra Smaragda, jednak nie jest on dokładnie datowany. Przeważa pogląd, że miasto otrzymało swe prawa przed 14 października 1255 r., jednak możliwa jest również każda data do 31 grudnia tego roku. Bańska Bystrzyca stała się 13 w kolejności miejscowością na terenie dzisiejszej Słowacji, która uzyskała królewskie prawa miejskie (przed nią były: Trnawa, Zwoleń, Krupina, Starý Tekov, Spiskie Włochy, Jasov, Kríž (dzisiejszy Żar nad Hronem), Nitra, Koszyce, Babiná, Dobrá Niva i Bańska Szczawnica).
Najważniejszym z przywilejów było prawo wydobywania złota, srebra i innych metali w całym komitacie zwoleńskim, który obejmował wówczas również tereny dzisiejszego Turca, Liptowa i Orawy. Najbardziej znanymi rodzinami mieszczańskimi w XIII i XIV wieku byli Jungowie, Königsbergerowie i Petermanowie, którzy przybyli z Saksonii. Im zawdzięcza miasto swoje pierwsze domy, warsztaty rzemieślnicze, drogi oraz najstarszy, romański kościół Najświętszej Marii Panny, usytuowany w centrum. Miasto stało się ośrodkiem górnictwa, chociaż prace wydobywcze w jego bezpośrednim sąsiedztwie trwały krótko i szybko wygasły. Głównymi ośrodkami wydobycia miedzi były niedalekie Staré Hory, Špania Dolina oraz Ľubietová. Początkowo wydobywano złoto i srebro, od połowy XIV wieku głównie miedź, a także rtęć i ołów. Poza górnictwem kwitły rzemiosło i handel. W późnym średniowieczu miedziana Bańska Bystrzyca była uważana za trzecie co do bogactwa miasto środkowej Słowacji, po złotej Kremnicy i srebrnej Bańskiej Szczawnicy. W XV wieku doszło do słowakizacji ludności górniczej, która dotychczas była czysto niemiecka.
W 1495 r. w Bańskiej Bystrzycy augsburski bankier Jakob Fugger, zwany „Bogatym” i pochodzący ze Spisza obywatel Krakowa Jan Thurzo założyli spółkę handlową Ungarischer Handel, która błyskawicznie osiągnęła ogromne obroty w handlu miedzią, stając się jednym z największych przedsiębiorstw handlowych w ówczesnym świecie. Wyczerpanie najlepszych rud miedzi oraz zalewanie szybów przez wody podskórne doprowadziły jednak do stagnacji, a następnie do kryzysu wydobycia. W 1589, pod groźbą najazdów tureckich, miasto otoczono kamiennymi murami obronnymi. Bańska Bystrzyca nie została jednak bezpośrednio zaatakowana przez Turków. Została natomiast spalona w 1605 r. przez antyhabsburskich powstańców Stefana Bocskaya. Luterańskie wówczas miasto prowadziło walkę jednocześnie z katolickimi Habsburgami, Turkami i węgierską magnaterią. W sierpniu 1620 r. w Bańskiej Bystrzycy obradował węgierski sejm, na którym we wtorek, 25 tego miesiąca, królem Węgier wybrano protestanckiego księcia Siedmiogrodu Gábora Bethlena. Ten jednak nie zdecydował się ostatecznie na koronację, chociaż (jak chce tradycja) węgierska koronę miał ze sobą.
W XVIII wieku ubogie już złoża miedzi sprawiły, że większe przedsięwzięcia manufakturowe stały się nieopłacalne, co jednocześnie wymusiło reorientację miejskiej gospodarki. Najpierw zaczęto eksploatację rud żelaza, jednak również te kopalnie zamknięto w 1788 r. Rozpoczęto eksploatację drewna, wyrób papieru i płótna. W 1725 r. powstała pierwsza manufaktura płóciennicza, w ślad za nią otwierano kolejne. Po wielkim pożarze w 1761 r. odbudowano miasto w stylu barokowym. W 1776 r. Bańska Bystrzyca stała się siedzibą rzymskokatolickiego biskupstwa, a pod koniec XVIII wieku – władz komitatu Zólyom (Zwoleń). W czasach rewolucji przemysłowej w mieście rozwinęły się również inne gałęzie przemysłu i gospodarki. W 1830 r. powstała pierwsza nowoczesna fabryka (cukrownia), w 1845 – pierwsza kasa oszczędności. W 1871 r. na dzisiejszym Moyzesovom námestí wybudowano nowy miejski browar. W 1873 r. otwarto linię kolejową do Zwolenia, a w 1884 – do Podbrezovej (w kierunku Brezna). Ostatecznie w Bańskiej Bystrzycy rozwinął się przede wszystkim przemysł drzewny i włókienniczy. W XIX wieku miasto było jednym z ośrodków narodowego słowackiego życia gospodarczego. W 1910 r. liczyło 10,8 tys. mieszkańców, z czego 5,3 tys. Węgrów, 4,4 tys. Słowaków i 0,9 tys. Niemców.
W okresie międzywojennym Bańska Bystrzyca została mocno dotknięta przez wielki kryzys gospodarczy. Pod koniec II wojny światowej, 29 sierpnia 1944 r., w Bańskiej Bystrzycy rozpoczęło się słowackie powstanie narodowe. Przez blisko dwa następne miesiące miasto było siedzibą władz politycznych, w tym Słowackiej Rady Narodowej i sztabu wojskowego powstania, w tym dowództwa 1. Armii Czesko-Słowackiej na Słowacji (słow. Prvá česko-slovenská armáda na Slovensku). Już we wrześniu miasto było celem nalotów niemieckich, w trakcie których zbombardowany został nadajnik powstańczej radiostacji. Siły hitlerowskie zajęły Bańską Bystrzycę, z której wycofały się wszystkie organa władzy i oddziały powstańcze, 27 października 1944 r. Niemieckie represje objęły ok. 2 tysiące mieszkańców, których wysłano do więzień i obozów. Miasto spod okupacji niemieckiej wyzwoliły wojska radzieckie i rumuńskie 25 marca 1945 r.
Po wojnie miasto przeszło gwałtowną industrializację – powstały zakłady energetyczne Energetik, elektrotechniczne Tesla, drzewiarskie Smrečina, huty żelaza Závody SNP i wiele innych. W 1966 r. poszerzono granice miasta poprzez przyłączenie okolicznych wsi. W 1971 r. w jednej z nich, Radvani – Kráľovej, rozpoczął produkcję duży, nowoczesny browar „Urpín”. Dla upamiętnienia wydarzeń związanych z walką Słowaków podczas słowackiego powstania narodowego wzniesiono w Bańskiej Bystrzycy Pomnik-Muzeum Słowackiego Powstania Narodowego, którego oryginalna bryła jest ważnym elementem architektonicznej panoramy miasta.
Bańska Bystrzyca jest nowoczesnym ośrodkiem miejskim środkowej Słowacji, w którym obok przemysłu dynamicznie rozwijają się handel i usługi. Jest również ważnym ośrodkiem kulturalnym i oświatowym. Od 1992 działa tu Uniwersytet Mateja Bela.

## Zabytki

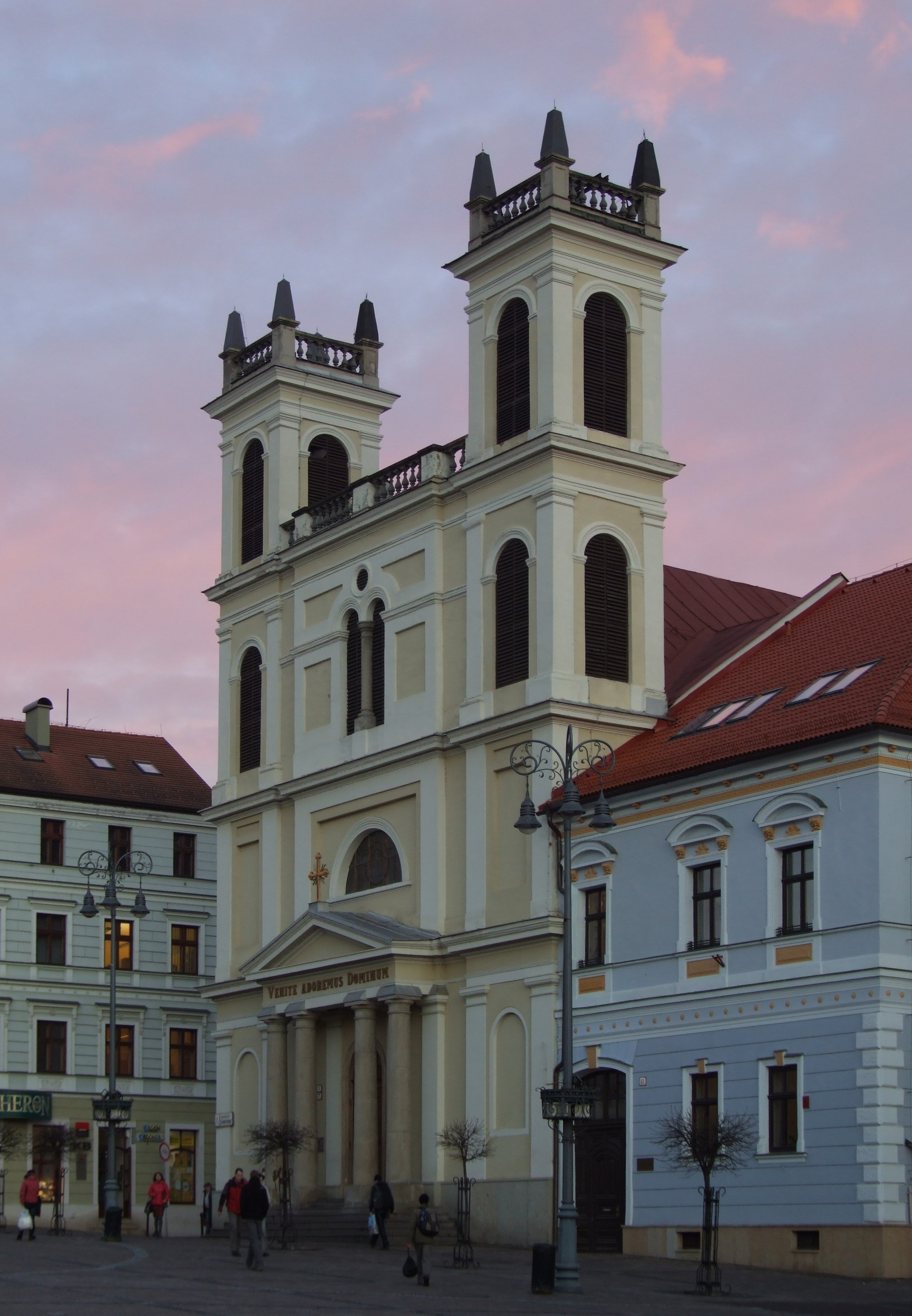
Kościół katedralny pw. św. Franciszka Ksawerego

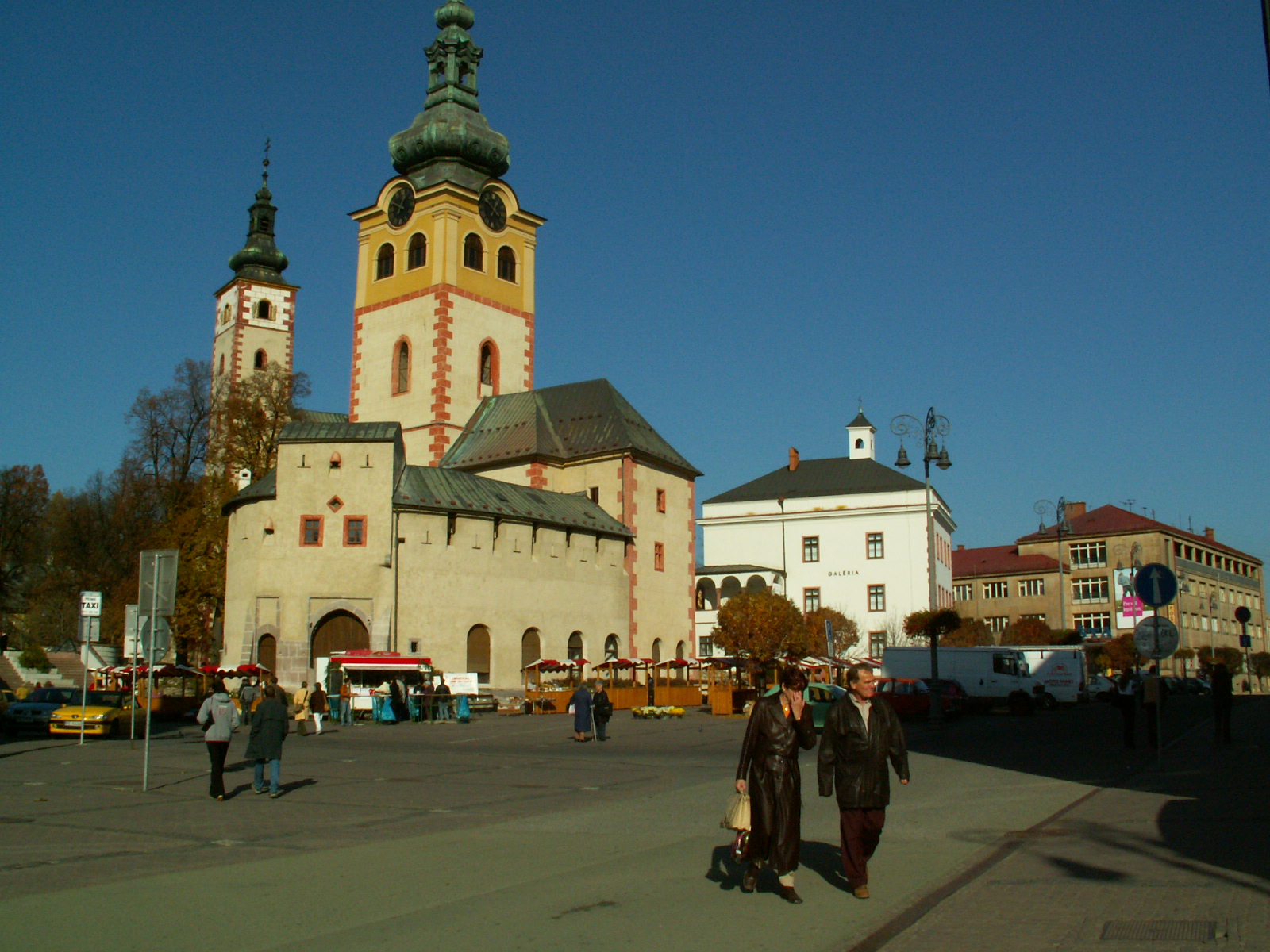
Stary Ratusz i Barbakan

- Staromiejski rynek (Námestie SNP) otoczony gotyckimi, renesansowymi i barokowymi kamienicami mieszczańskimi, z wieżą zegarową z 1552,
- kościół katedralny pw. św. Franciszka Ksawerego. Barokowy, z początków XVIII w. Do katedry przylega budynek dawnego kolegium jezuickiego z 1695 r.
- Katolicki kościół pw. Wniebowzięcia NMP, zw. „niemieckim”. Romańsko-gotycki z XIII i XIV w., częściowo zbarokizowany.
- Kościół Świętego Krzyża, nazywany „słowackim”, z końca XV w.
- Kościół Świętej Elżbiety Węgierskiej (tzw. „szpitalny”), gotycki z początków XIV w.
- Dom Macieja – późnogotycki pałac z 1479 r., obecnie mieści ekspozycję Muzeum Środkowosłowackiego poświęconą historii miasta.
- Stary Ratusz, zwany też Pretórium – prosty, renesansowy w formie budynek z początku XVI w. z arkadową loggią, obok kościoła pw. Wniebowzięcia NMP i barbakanu.
- Pozostałości murów obronnych: barbakan, trzy baszty (Pisárska, Banícka i Farska) oraz odcinek muru. Za murem, do którego przylega Dom Macieja, znajduje się stary cmentarz katolicki.

W Bańskiej Bystrzycy działa Muzeum Słowackiego Powstania Narodowego z dużą kolekcją militariów, eksponowaną pod gołym niebem.

## Gospodarka
W mieście rozwinął się przemysł maszynowy, elektrotechniczny, hutniczy, drzewny, włókienniczy, cementowy, poligraficzny oraz spożywczy.

## Transport
Przez Bańską Bystrzycę przebiega droga krajowa nr 66 z Brezna do Zwolenia. Łączy się z nią droga krajowa nr 59 z Rużomberku. W mieście kończy się biegnąca z południa droga ekspresowa R1. Z północy na południe przebiega przez Bańską Bystrzycę międzynarodowa trasa E77. Zbiegają się tu na stacji kolejowej Banská Bystrica linie kolejowe z Turčianskich Teplic, Brezna i Zwolenia. 18 km na południe od Bańskiej Bystrzycy w miasteczku Sliač znajduje się niewielkie lotnisko.

## Sport
- HC 05 Banská Bystrica – klub hokejowy
- FK Dukla Bańska Bystrzyca – klub piłkarski
  - Štadión SNP – stadion
- Areál Žltý Piesok – skocznia narciarska
- Skokanské mostíky Dukla – skocznia narciarska

## Postacie związane z miastem
- Matej Bel (1684–1749) – słowacki kaznodzieja ewangelicki, polihistor, pedagog i encyklopedysta, prekursor słowackiego oświecenia;
- Paľo Bielik (1910–1983) – słowacki aktor, scenarzysta i reżyser filmowy;
- Ján Cikker (1911–1989) – słowacki kompozytor;
- Jozef Dekret-Matejovie (1774–1841) – słowacki leśnik, pionier nowoczesnej gospodarki leśnej na terenie ówczesnych Węgier;
- Eva Fislová (ur. 1981) – słowacka tenisistka;
- Marek Hamsik (ur. 1987) – słowacki piłkarz;
- Stefan Jung (ur. ok. 1409 zm. przed 1470) – burmistrz w latach 1450–1454, sędzia i przedsiębiorca;
- Károly Kaán (1867–1940) – węgierski leśnik i pionier ochrony przyrody;
- Ivan Korčok – minister spraw zagranicznych Słowacji
- Anastasija Kuźmina (ur. 1984) – złota i srebrna medalistka olimpijska w biathlonie;
- Ján Langoš (1946–2006) – słowacki polityk;
- Barbara Nedeljáková (ur. 1979) – słowacka aktorka, znana m.in. z filmu Hostel;
- Alena Procházková (ur. 1984) – słowacka biegaczka narciarska;
- Chantal Škamlová (ur. 1993) – słowacka tenisistka;
- Jozef Gregor Tajovský (1874–1940) – słowacki pisarz, poeta i dramaturg;
- Karol Zechenter (1824–1908) – słowacki pisarz i publicysta;
- Ladislav Hudec (László Hudec) (1893–1958) – słowacko-węgierski architekt, jeden z najważniejszych projektantów w międzywojennym Szanghaju;
- Juraj Mesík (ur. 1962) – radny miasta w latach 1998–2002, wykładowca akademicki, działacz na polu ochrony środowiska, polityk.

## Miasta partnerskie
- Alba, Włochy
- Ascoli Piceno, Włochy
- Budva, Czarnogóra
- Charleston, Stany Zjednoczone
- Dabas, Węgry
- Durham, Wielka Brytania
- Halberstadt, Niemcy
- Herclijja, Izrael
- Hradec Králové, Czechy
- Kovačica, Serbia
- Larisa, Grecja
- Montana, Bułgaria
- Radom, Polska
- Saint-Étienne, Francja
- Salgótarján, Węgry
- Tarnobrzeg, Polska
- Tuła, Rosja
- Vršac, Serbia
- Zadar, Chorwacja